# Tillotama Shome
Tillotama Shome (ur. w Kalkucie) – indyjska aktorka filmowa.

## Kariera
Urodziła się w Kalkucie. Zadebiutowała w Monsunowym weselu w 2001 roku w reżyserii Miry Nair. Następnie wystąpiła m.in. w: indyjskim thrillerze Szanghaj w 2012 w reżyserii Dibakara Banerjee, Listach Matki Teresy w 2014 w reżyserii Williama Rieada. W 2018 Rohena Gera powierzyła jej pierwszoplanową rolę w dramacie Sir. Obraz był nagradzany na szeregu festiwalach filmowych.